# ジョージ・アームストロング・カスター

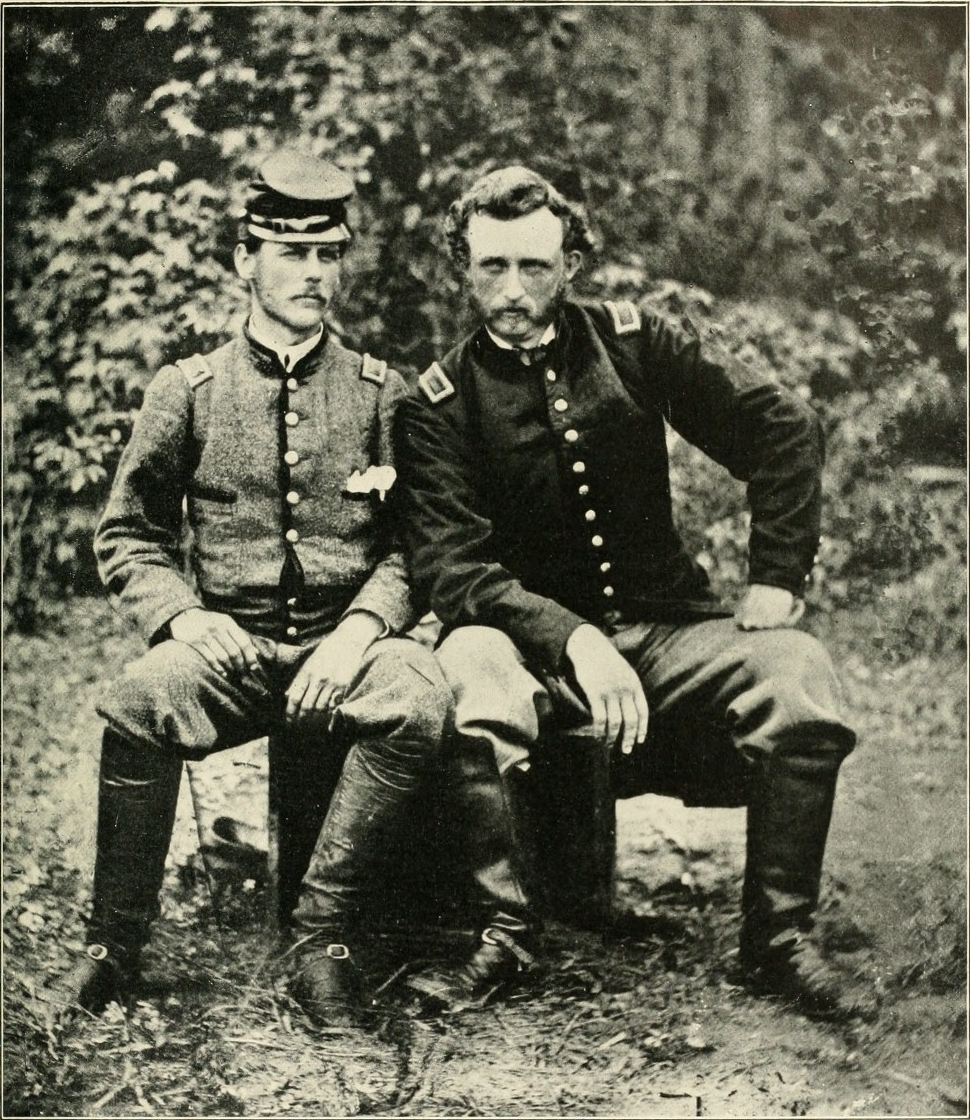
南北戦争時代のカスター（右）。左は士官学校時代の同級生のJ・B・ワシントンで、ジョンストン南軍指揮官付きの将校として捕虜になる。

ジョージ・アームストロング・カスター（英語: George Armstrong Custer, 1839年12月5日 - 1876年6月25日）は、アメリカ陸軍の軍人。

## 来歴

### 生い立ち
カスターはオハイオ州ニューラムレイで、鍛冶屋兼農民の父親エマニュエル・ヘンリー・カスター（1806年 - 1892年）と、マリー・ワード・カークパトリック（1807年 - 1882年）の間に生まれた。曾祖父はドイツのライン川付近から移住したドイツ系移民で、「ドイツ系アメリカ人協会」によると、カスター家はイギリスとの戦いで戦功を挙げたヘッセン公国の兵士にまでに遡ると伝わる。この説によれば、一族の姓名は元々、発音も表記も異なる「Küster（キュスター）」で、ヘッセン語（高地ドイツ語に属する中部ドイツ語の一方言）の名前を避けて、英語風の「カスター」と改めた。一方、母方はイギリス系アメリカ人（イングランド）であったので、彼はドイツ系とイギリス系のハーフの血統に生まれた事になる。 家族は彼にアームストロングと名を付けたが、終世彼を「オーティー」と呼び続けた。
カスターはミシガン州モンローで兄弟と幼い時を過ごした後、オハイオ州ホープデイルのホープデイル大学に進学した。大学時代、貧しい生まれのためにカスターは同級生と石炭運びの仕事を行い、部屋代を稼いでいた。1856年にホープデイル大学を卒業、両親は聖職者になることを望んだが、カスターは難関であるウェストポイントの入学試験に合格して陸軍の士官候補生となった。カスターは1860年度のクラスで教育を受けたが学業成績は芳しくなく、通常であれば佐官停まりが見えている状態だった。また気性の激しいカスターはしばしば騒動を起こし、退学を警告される事も少なくなかった。しかし幸運な事に南北戦争の勃発が彼に立身出世の機会を与える結果となった。

### 南北戦争

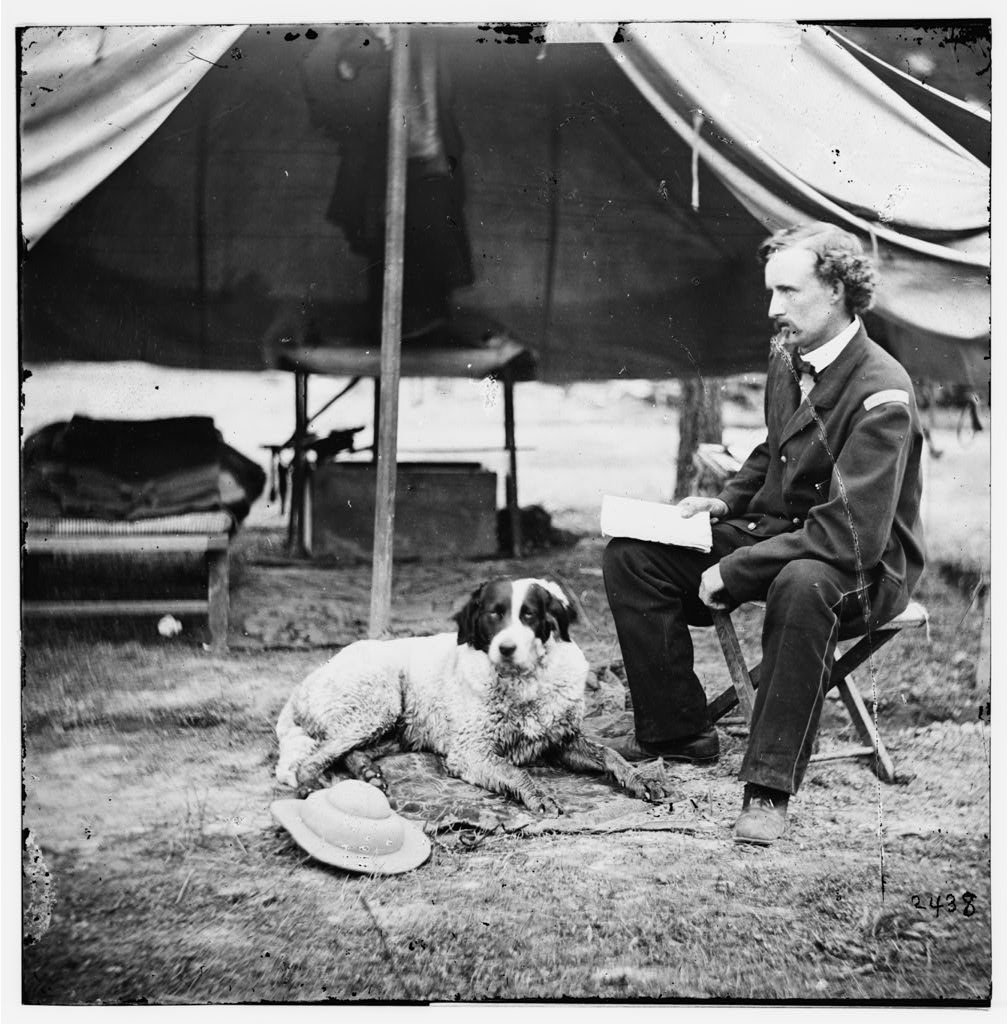
カスター「大尉」（1862年）

在学中に南北戦争が勃発、卒業を一年繰り上げて騎兵少尉に任官、第一次ブルランの戦いでは第2騎兵隊の士官として初陣を飾った。第5騎兵隊に移って幾つかの戦いを経験した後、騎兵中尉として1862年にジョージ・マクレラン少将率いるポトマック軍に参加、半島方面作戦で南軍の軍旗を戦場で奪い取る功績を挙げている。マクレランはカスターの勇敢さを称賛して、彼を一時的に名誉大佐の権限を与えて自らの副官に指名、カスターが歴史の表舞台に立つ切っ掛けとなった。1862年11月にマクレラン将軍がエイブラハム・リンカーンとの対立で陸軍最高司令官とポトマック軍司令官を解任され失脚すると、カスターも中尉に戻って前線勤務に復帰した。
カスターはポトマック軍の騎兵旅団長を務めていたアルフレッド・プレソントン中佐の配下に入った。カスターはプレソントン中佐に多大な影響を受け、プレソントンもカスターを評価して重用した。カスターは後に「世の中のどんな父親もプレソントンが私に注いだ愛情以上の事は出来ないだろう」と感謝の言葉を残している。チャンセラーズヴィルの戦いを経てプレソントンが少将に昇進すると、部隊はゲティスバーグ方面作戦で南軍を捕捉する役割を与えられた。カスターはプレソントンの騎兵旅団の中でも最も勇敢な士官として評判を集め、取り分けブランディ・ステーションの戦いでは大胆不敵な戦い振りを示した。プレソントンが政治的駆け引きのために政治家の息子を准将に引き立てると、軍の批判を避けるために有力な士官を一時的に昇格させる必要があった。かくしてカスターは別の同僚と共に正規軍中尉から義勇軍准将へ昇格し、より大きな部隊を任されるチャンスを得た。

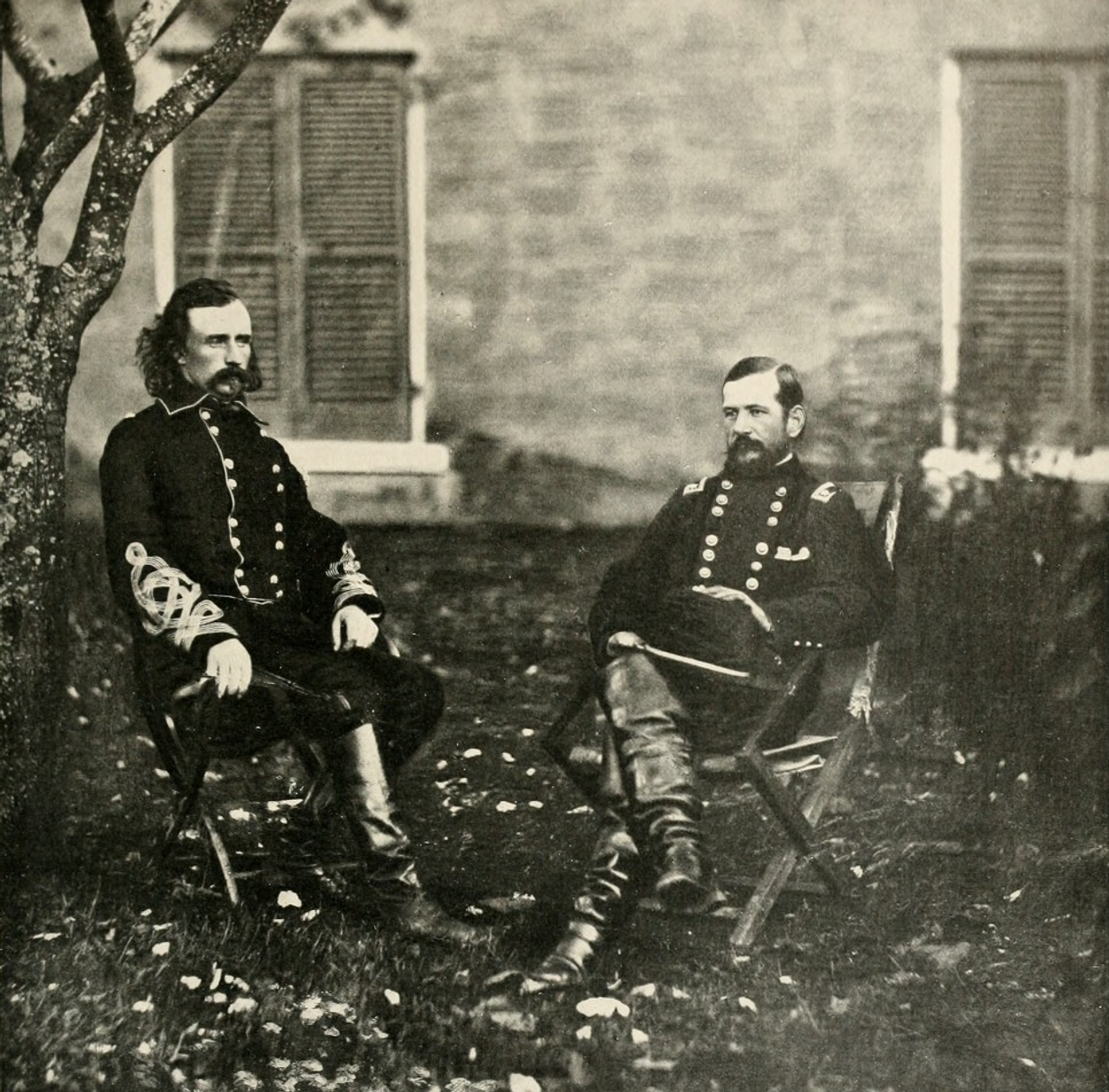
アルフレッド・プレソントン（右）とカスター（左）

彼の軍人として最大の軍功は1863年6月28日、ゲティスバーグの戦いで訪れた。戦いの3日前に将軍へ昇進したカスターは騎兵旅団の司令官として参戦、南軍きっての騎兵司令官として知られていたスチュアート将軍と相対する機会に恵まれた。1863年7月3日、ピケットの突撃の後にスチュアート将軍の騎兵攻撃を、グレッグ准将の騎兵旅団と迎え撃ったカスター騎兵旅団は激しい白兵戦闘の末に南軍騎兵を追い払って撃退した。南軍の攻撃の中でもっとも厄介だった騎兵攻撃を跳ね除けたカスターの功績は高く称賛された。正規の旅団指揮官としての地位を実力で物にしたカスターは後に陸軍元帥となるフィリップ・シェリダン将軍の配下に移り、手柄を立て続け23歳の若さで義勇軍少将に昇進し、「少年将官（Boy General）」と呼ばれる名声を得た。階級変動の激しい内戦期の軍隊とはいえ、20代前半で将軍職に就くことは異例中の異例であった。
ゲティスバーグの後もカスターの功績は続き、撤収しようとする南軍の退却を阻止する戦果をあげた。ここでカスターはユリシーズ・グラント将軍と南軍のロバート・E・リー将軍の会談前に独断で南軍の戦線に乗り込んで降伏を迫り、休戦旗を受け取るという越権行為を働いた。カスターの侮蔑的な行為に対し、リー軍のジェイムズ・ロングストリート将軍は強く抗議した。しかしシェリダン将軍はカスターのこの行為を黙認し、南軍との休戦条約締結の場（アポマトックス・コートハウス）に北軍代表として加わる事を許した。南軍が北軍への降伏文書に署名した机は、シェリダンの好意によって、このあと結婚したばかりのカスターの新妻への贈り物として寄贈された（現在この机はスミソニアン博物館に展示されている）。シェリダンはこの贈物の許可証に、次のようなメモを挟んでいた。「奥さん、これはですね、あなたの勇ましいご主人の望んでらっしゃるものの、私たちの個人的なサービスによる寄付なんですよ」。

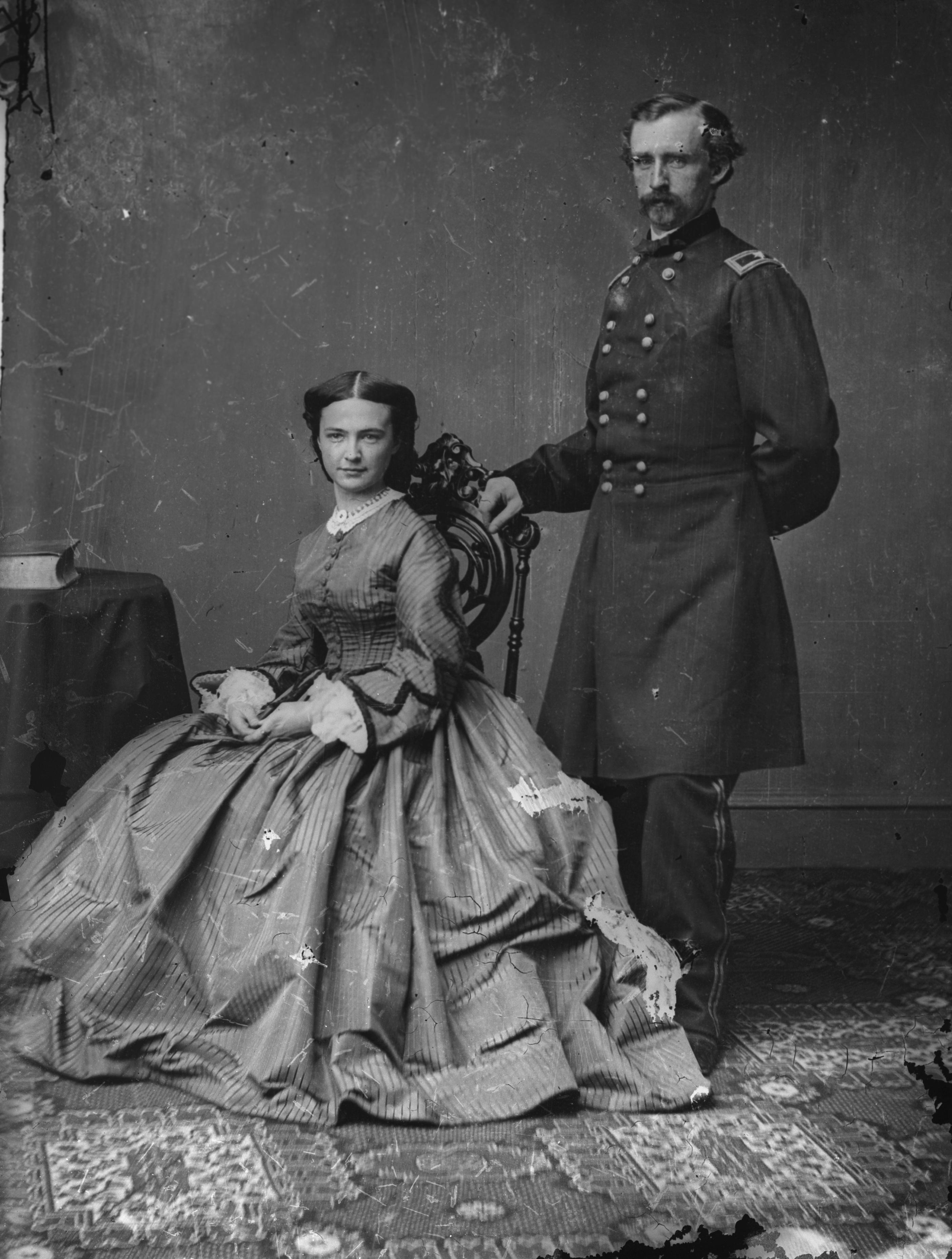
カスターと妻リビー（1864年）

カスターは時に向こう見ずな程に勇敢な人物であり、普通ならたじろぐ様な銃火の中にも平然と馬を走らせて敵軍へと向かっていった。損害を恐れずに猛然と突撃するカスターと彼の騎兵旅団は多くの死者を出しつつも軍功を重ね、しばしば北軍に軍事的優位を与えた。当然、カスター自身も何度も死の危険に晒されたが常に掻い潜り、戦争中一度として怪我を負わなかったために強運の男としても知られていた。また「カスター・ダッシュ」とも呼ばれた強硬な突撃は事前に熟慮された上で実行されており、命知らずな無鉄砲という訳ではなかった。ただカスター自身は強運の持ち主である事に一番誇りを持っていたという。一方で派手好きな性格は士官時代のままで、自らの騎兵に赤いマフラーを身に付けさせていた。
1864年2月9日、イングランド系アメリカ人のエリザベス・“リビー”・ベーコン（1842年 - 1933年）と結婚する。リビーの父親ダニエルは裁判官を務める人物で、この結婚には猛反対していた。

### 南北戦争後
戦後、大幅な軍縮と義勇軍に出向していた将校の正規軍復帰が展開され、将校や士官の階級調整（同様の事は第二次世界大戦後も行われた）が行われると、未だ24歳で軍歴も3年未満のカスターを将軍に留め置く事は平時の年功序列制から見て不自然であり（戦時中としても異例ではあったが）、義勇軍と正規軍の階級格差や年齢面からの調整によって将校階級へと戻された。戦後、ニューヨーク市での鉄道や炭鉱事業に誘われていたカスターは暫く長期休暇を取って除隊を検討していたが、フランス帝国と戦争状態にあったメキシコ政府から陸軍中将という破格の地位を打診され、休暇を利用してこれに加わる事にした。しかしフランスとの対立を恐れる合衆国政府はカスターの行動を問題視した為、彼は政治問題の渦中に巻き込まれてしまった。
メキシコ軍参加を諦めたカスターは1866年5月に軍を除隊して軍時代に縁を持ったミシガンに向かい、政治家に転身する事を検討した。政治的にカスターは北軍司令官ながら南部に同情的な部分があり、民主党を支持してレコンストラクションに消極的反対を表明した。民主党から選出されたアンドリュー・ジョンソン大統領が奴隷制廃止や南部占領統治の見直しを検討すると、大統領の南部訪問に同行した著名人の一人として、政治的に彼を支持する事を鮮明にした。必然的にカスターは共和党勢力からは裏切り者として攻撃の対象となり、ジョンソン大統領から南部復権の支持と引き換えに軍の高官となる約束を結んだと噂された。

### インディアン戦争への参加
噂の真偽はともかく、カスターは実際にジョンソン政権から陸軍中佐に任命され、第7騎兵隊の連隊長に就任した。これは南北戦争時代の上司でインディアン戦争の総指揮を行っていたフィリップ・シェリダン将軍の推薦でもあり、程なく名誉少将としての称号を与えられたカスターは1867年にシャイアン族とスー族への攻撃に参加した。戦いに参加してすぐにカスターの元へライマン・キダー大尉の部隊が移動中にスー族に襲撃されたという報が届き（キダーの虐殺）、現場に向かったカスター隊は殺害されたキダー大尉の遺体を発見した。
白人のインディアンに対する反感は高まる一方となったが、当のカスターはインディアン戦争に余り乗り気ではなく、無断で一家の元に帰って、軍務を半ば放棄してしまった。軍はカスターに一年間の謹慎処分を懲罰として与えたが、カスターをインディアン討伐に適任と考えていたシェリダンの取り成しで刑罰は減刑された。

### ワシタ川の虐殺

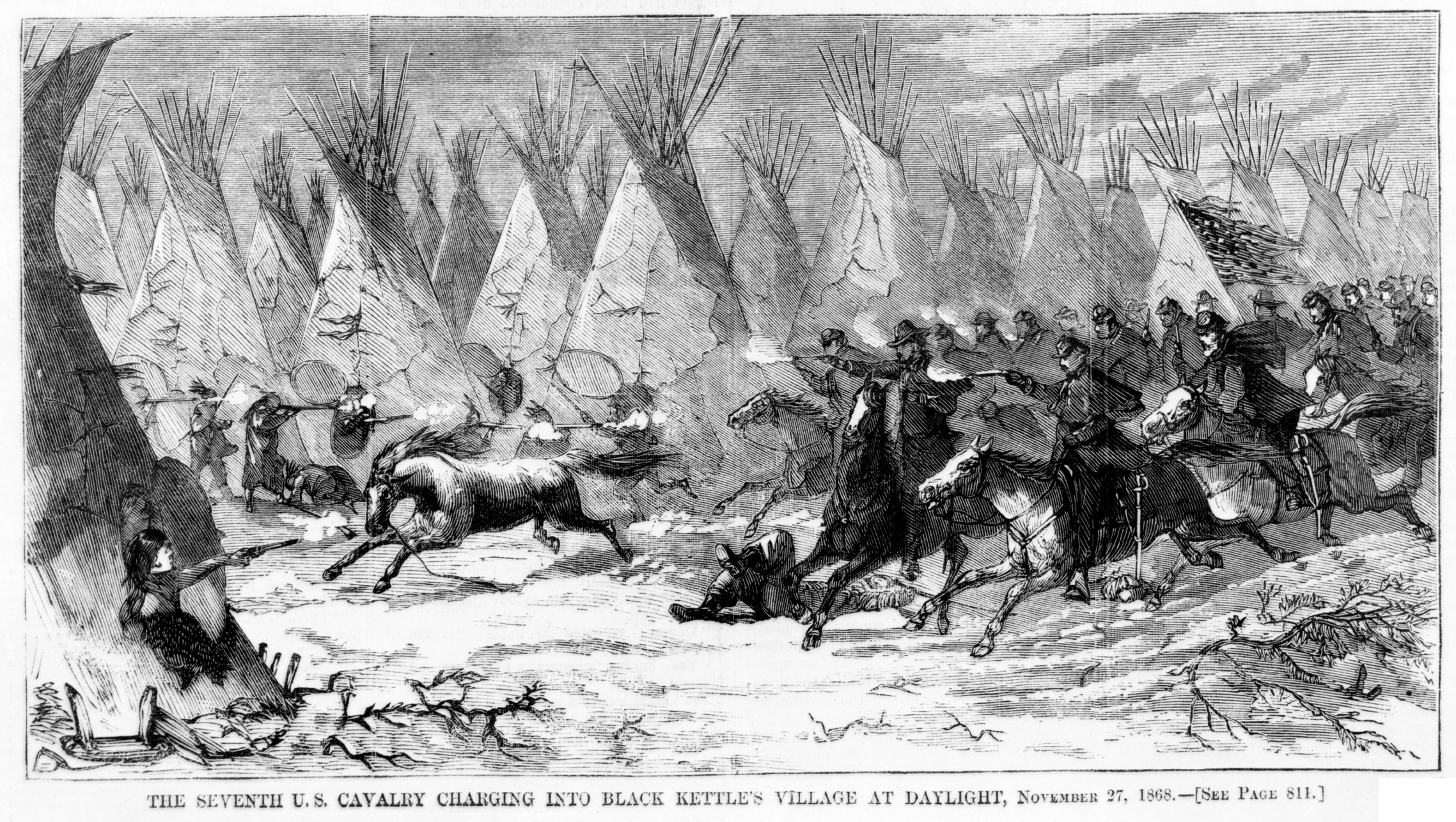
ハーパーズ・ウィークリー誌に掲載された、「ワシタ川の虐殺」の想像図

1868年11月27日、カスター中佐は以後の合衆国の対インディアン政策を決定づける軍事行動を行っている。
この日、カスター一隊は、現在のオクラホマ州の西部を流れる雪深いワシタ川べりにカイオワ族やアパッチ族とともに避寒のため51のティーピーからなる野営を張っていたシャイアン族和平派のブラック・ケトル酋長のバンドを急襲し、子供も見境なく銃撃を加え、全滅させた。この民族虐殺は「ウォシタ川の戦い」と白人からは呼ばれているが、実際には戦いというより、一方的な虐殺だった。ブラック・ケトルは白人との和平会談の中心人物として和平を説き続けた人物だったし、彼らのティーピーには、和平を表す白旗が掲げられていた。　ブラック・ケトルはシェリダン将軍が彼らとの和平交渉を経ずに彼らを襲撃するとは信じようとしなかった。ブラック･ケトルは妻とともに自分のティーピーの傍で死に、カスターの斥候を務めたオーセージ族によって、その頭の皮が剥がれた。
この戦いで、カスターは彼らの土地を補給拠点とする合衆国軍最初の作戦目標を達成した。シャイアン族は「11人の戦士と19人の女子供が殺された」と証言しているが、カスターは「103人殺した」と報告した。カスター側の死者は将校が2人と兵卒19人で、これはブラック･ケトルを救出に来たアラパホー族やシャイアン族の別バンド、カイオワ族との戦いでによるものである。生き残った50人以上のシャイアン族が奴隷として連行された。
この「勝利」はインディアン戦争史上初めて米国陸軍が得た勝利とされ、シャイアン族の南部領土は合衆国が占領する事となったが、実情は先述したように非戦闘員の民間人や乳児も含む無差別虐殺だった。カスターはこの子供の死者数をワシントン政府に全く報告しなかった。ワシントン政府もこの虐殺について何らの調査もしなかったのである。そしてカスターはこの虐殺について、上司であるシェリダンとウィリアム・シャーマンの両将軍から褒められ、再びカスターの名は「英雄」として輝かしいものとなったのである。
そしてこの「ワシタ川の虐殺」以後、白人側はインディアンとの和平会談交渉を打ち切り、保留地に入ろうとしないインディアンたちに対して、容赦のない軍事絶滅作戦を行使する方針をとることとなったのである。
1869年の春、カスター中佐はシャイアン族との和平協定締結のため、まじない師でもあるホ・ホナー・オフタネ（岩の張出し）酋長と会見した。彼らに降伏を迫るカスターに対し、酋長はティピーの中で聖なる矢の上に座らせて、和平のパイプを回し飲みする儀式を行った。カスターは和平のパイプを吸うことを拒否したため、酋長はパイプから灰を気付かれないようそっとカスターのブーツの上に落として呪いをかけ、「もしお前がシャイアン族との和平協定を破って裏切れば、大精霊の名にかけて、ただちにその身に死が訪れるからな」と警告した。7年後、カスターはシャイアン族を含むインディアンたちを襲って敗れ、戦死した。このとき、戦死したカスターの耳には、シャイアン族の女性によって「警告をあの世でよく聞けるように」と千枚通しで穴が開けられたとされる。

### ブラック・ヒルズへの侵入

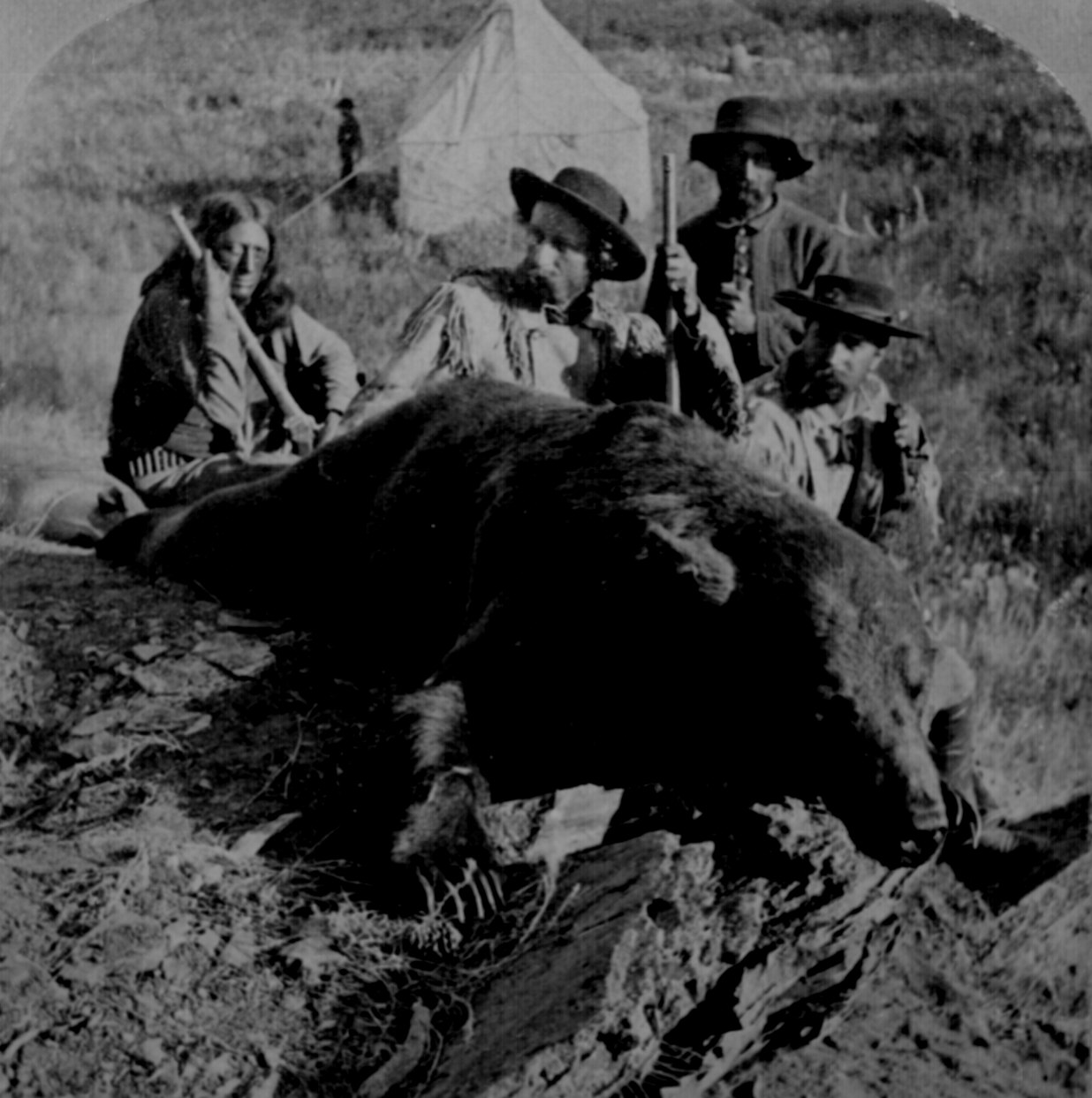
灰色熊を仕留めたカスター。左はカスターの片腕、アリカラ族のブラッディ・ナイフ（1876年）

1873年、カスターはダコタの鉄道職員を防衛する戦いに赴き、トング川の戦いでスー族と交戦した。これが全面戦争にならなかったのは、不況で鉄道建設資金が枯渇したからだった。合衆国は1868年に締結した「ララミー砦の条約」に違反し、「ブラックヒルズ」に鉄道建設の前線基地を建設する計画を立てた。
1874年、偵察隊を率いて不可侵地「ブラックヒルズ」に侵入したカスターはそこで金鉱を発見した。性急で名誉欲の強いカスターは、この報告が全米に新聞報道されることで名声を得ようと、微量な発見であるのに「そこここに転がる金をブーツで蹴られるほどだ」と誇大に報告した。こうして不可侵地の「ブラックヒルズ」はゴールドラッシュに沸くこととなり、一攫千金を夢見る白人たちによって蹂躙される事となり、白人が踏み荒らした道は以後、「カスター道（Custer's Trail）」と呼ばれるようになった。この土地は現在ではサウスダコタ州カスター市となっており、「ウーンデッド・ニー占拠事件」の発端の場所のひとつともなっている。

### グラント大統領との対立

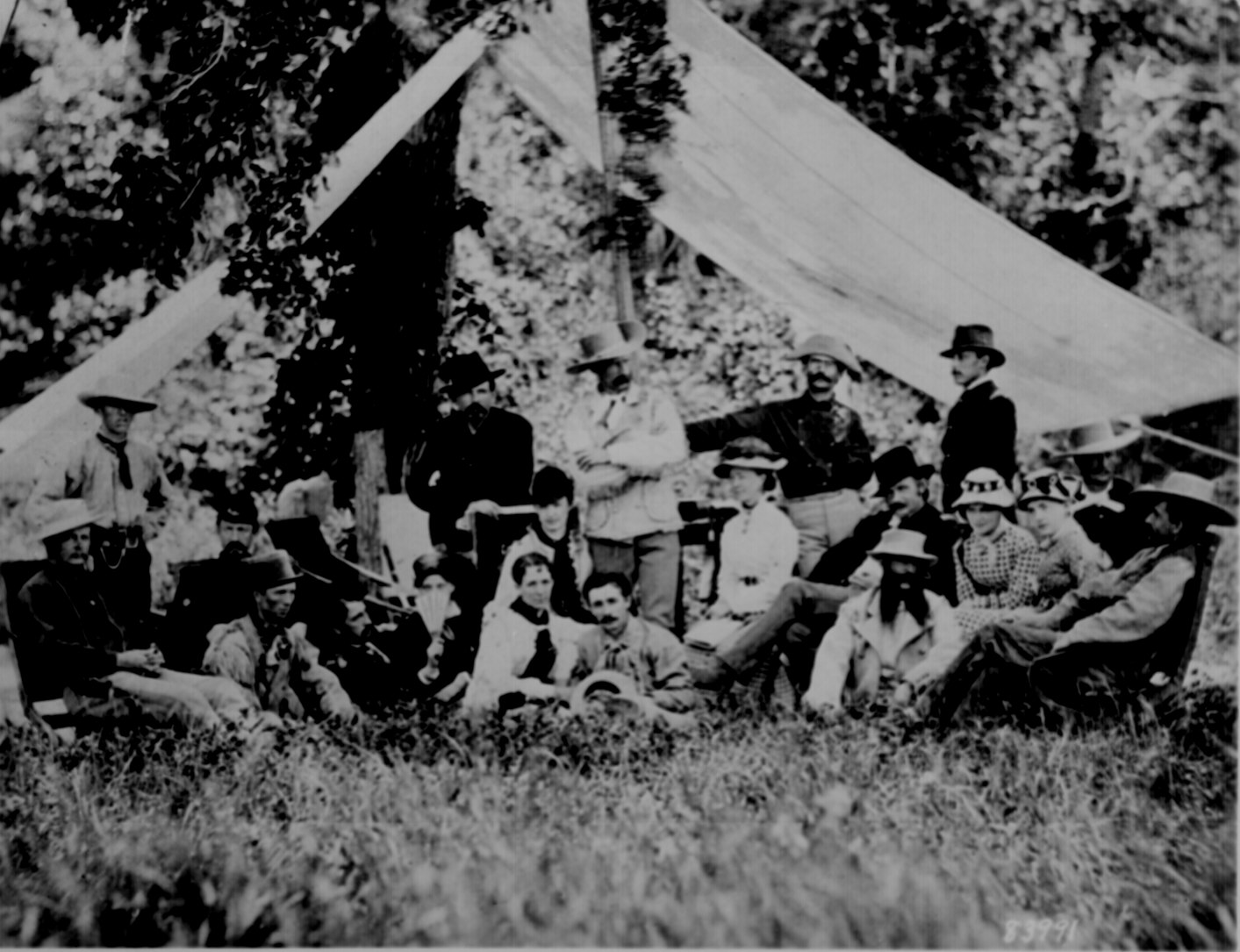
1876年、7人の騎兵隊員とその家族とともに、ピクニックに興じるカスター

スー族との戦いは1876年4月6日にエイブラハム・リンカーン要塞から大軍を率いて敢行される予定だったが、その直前にカスターは同じ北軍出身のグラント大統領の汚職問題について証言する為に召還を受けた。4月4日に民主党支持者としてカスターが法廷で証言を行った後、汚職に関与していた国務大臣ベルナップが警察に逮捕される事態に陥った。証言を終えたカスターは前線に戻る前に、ペンシルベニア州フィラデルフィアを旅行し帰りにニューヨークへと立ち寄ったが、そこでグラント派の共和党支持者からの攻撃を受けた。共和党はグラントに不利な発言をしたカスターを中傷するネガティブキャンペーンを展開、またグラント大統領自身もカスターの現場復帰を要請するシャーマン将軍のアルフォンソ・タフト陸軍大臣への手紙を握り潰した。
圧力の事実を知ったカスターはシャーマン将軍からワシントンを離れる前にグラント大統領と会見する事を勧められた。カスターはグラント大統領に弁解の場を設けてくれる様に頼んだが拒否され、やむなくシカゴへと向かった。シカゴで要塞司令官のテリー准将と会見したカスターはグラント大統領からの政治的圧力について話し、テリー准将はグラントにカスターの恩赦を求める報告書を送った。シャーマンやシェリダンも軍事的要素からの判断をグラントに要請し、グラントもカスターがインディアン戦争や南北戦争で功績を挙げていた事実を無視できず彼の現場復帰を許した。
1874年のブラックヒルズ到達までの間、白人とインディアン諸族（スー族、シャイアン族も含む）との戦いは激化の一途を辿っていた。アメリカ政府はインディアンとの平和協定を結んでは破りながら、徐々に西方へと進出を続けていった。政府はインディアン戦争の最終的な決着とブラックヒルズの占領を望んで、より広い範囲でインディアンを攻撃する事を決断した。グラント大統領は1876年1月31日までに指定保留地へ移住しない場合、アラパホー族とスー族を殲滅すると宣言した。期日が過ぎた1876年5月17日、グラント大統領はスー族との和平条約を破棄して、第7騎兵隊をエイブラハム・リンカーン要塞から先発隊として出撃させた。カスターも、色あせつつあった「少年将官」としての名声を、スー族に快勝することで一気に回復しようと望んでいた。白人との全面戦争を前にシッティング・ブルらは各部族と会合を開いて対策を話し合う事としたが、これは過去最大のインディアン戦士を一箇所に集める事にもなった。

### リトルビッグホーンでの戦死

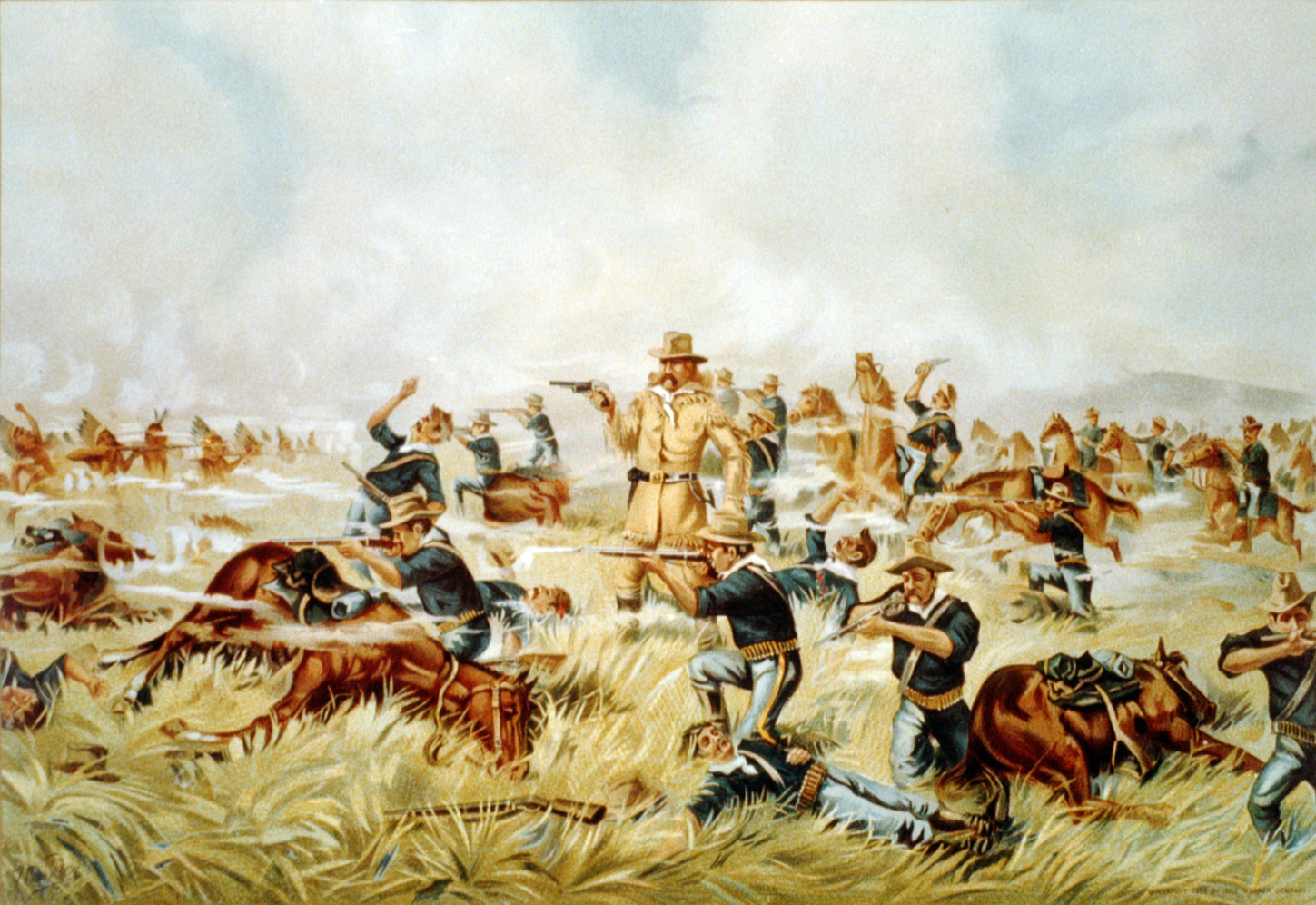
「ビッグホーンでのカスターの虐殺」という題名の石版画

カスター隊（A）の進路。Bはマーカス・リノ隊

1876年6月25日、カスターは自ら700名の部隊を率いてリトルビッグホーン川（インディアン側の呼び名はグリージー･グラス川）をさかのぼって、対白人政策と宗教行事「サン・ダンス」のために集結していた、ダコタ族とラコタ族のスー族、シャイアン族、アラパホ族のインディアン同盟部族からなる総勢約1500名のティピー野営会議場が存在するとの報告を、インディアン斥候から受けた。カスターは騎兵隊を三個分隊に分けて攻撃する事を計画、マーカス・リノ隊、フレデリック・ベンティーン隊、そしてカスターの本隊に分割した。ベンティーン隊は敵の退却を阻止する為に南と西に向かい、リノ隊が集会所の南側から攻撃を仕掛ける間にカスター隊が迂回して挟撃するという作戦だった。
一斉攻撃をはやるカスターに対し、副官マーカス・リノは「慎重にいきましょう」と助言し、ジョン・ギボン大佐は「カスター君、あんまり欲張るもんじゃないよ、インディアンはなにしろたくさんいるからね」と忠告した。カスターが最も信頼していたインディアン斥候のブラッディ・ナイフ（アリカラ族）も、「敵方としてスー族の数があまりにも多すぎる」と何度も何度も忠告していた。しかし勝ちを焦ったカスターはこれらの意見を無視し、隊を3つに分散させての迂回攻撃を開始した。
リトルビッグホーンの戦いが始まると各部隊は予定通りの進軍を開始したが、リノ隊は直ぐにシャイアンの戦士たちに取り囲まれて身動きが取れなくなった。更にダコタ騎兵の突撃で無防備な左側面を強襲されて完全に敗走に追い込まれた。リノ隊の兵士は命からがら近くの森林地帯に逃げ込んだが、そこも直ぐにインディアンの追撃を受けて更に逃げ延びなければならなくなった。伝統的な騎兵挟撃「槌と金床」の金床が崩れ、当初の作戦は瓦解した事が明らかだった。しかしカスターは単独で攻撃を継続するという勇気を通り越して無謀に近い攻撃を遂行、本陣の大軍に取り囲まれた。乱戦の中で指揮を執っていたカスターは銃弾に貫かれ戦死、他の隊員も軒並み殺害され本隊は全滅した。カスターは死の間際に「万歳！野郎ども、奴らを片づけて本隊に戻ろうぜ！」と叫んだと言われている。両軍戦力について、インディアンの数については諸説あるが1800人を超えたという点では一致しており、対するカスター隊は208名だった。カスターを殺した戦士が誰なのかはインディアンの間でも論争があり、複数の戦士が名乗りを上げている。
インディアン達は、すでに斥候の報告によって、カスター隊の接近を把握していた。しかし、彼らの数に比べ、カスターたちの数があまりに貧弱なので、他に隠れている部隊があるのではないかと考え、カスターとは正反対に慎重な行動を取った。カスターに対し、彼らインディアンは積もりつもった怒りを爆発させた。特にシャイアン族は、ウォシタ川の戦いをよく覚えていたのである。カスターの長髪は、とてもよく目立ち標的となった。また、クレイジー・ホースも、彼の顔をよく見知っていた。対してカスターは彼の顔を知らなかった。
戦いから2日後にテリー准将の援軍が到着して無残に散乱した騎兵隊の遺体を回収、指揮官カスターの遺体には胸と頭に銃創があった。陸軍は戦場に記念墓地を建設してカスターを埋葬、1877年10月10日に母校である陸軍士官学校と陸軍の主催で正式に軍葬が執り行われた。
カスターには、軍規を平気で破るなど向こう見ずなところがあり、その傲慢な性格が災いして全滅の憂き目を見た。彼の書き残したメモには、「（弾薬の）包みを持ってきてくれ」とあった。カスターはリトルビッグホーンの戦いでは、輸送馬車に2万4000発の弾薬を置いたまま、兵士達には124発ずつしか弾薬を装備させていなかった。
カスター隊の全滅は白人社会に衝撃を与え、「ボズマン・タイムズ」紙は7月3日に第一報を伝えている。7月4日までにはニューヨークにこの事件が電報で届き、7月6日には「ビスマルク・トリビューン」紙が「カスター“虐殺”の第一報」の見出しでこれを伝えている。

## 評価

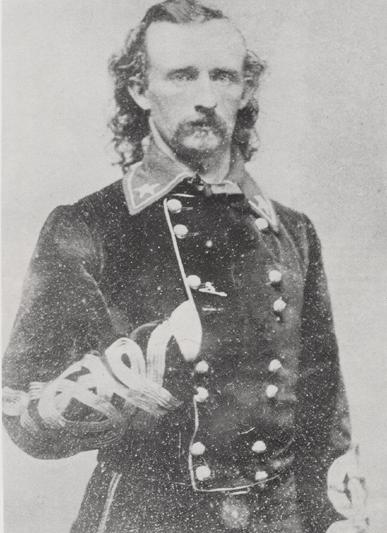
特製制服を着たカスター准将

カスターは、メディア戦略によって自己宣伝を最大限に活用した軍人だった。積極的に新聞マスコミを戦場に招き（当時としては異例だった）、取材協力の見返りとしてカスターは好意的に書かれた。
風貌面でも、人一倍磨かれたブーツや整えられた金髪の髭など、伊達男としての華やかさを持っていた事も、彼が長らくアメリカ人から好感を抱かれた要因であった。カスターは熱心にこの好イメージを売り込んだ。
1863年に准将へ昇進した際は、仕立屋に特注した黒いビロードの特製制服を着て周囲の度肝を抜いた。この制服には袖から肘にかけて金モールが飾り付けられており、襟に白い星が付いたセーラーシャツと重ねられた大変に派手なものだった。カスターはのちに、「戦場で部下から目立つような、こういう服がほしかったのだ」と述べている。5月23日のワシントン大通りでの栄誉の記念行進では、カスターは第3騎兵連隊（英語）の全員に派手な赤いマフラーを着けさせていた。閲兵式では群衆から女たちによってカスターに花束が投げられ、彼の馬が驚いて観閲席に飛び出し、刀と帽子を無くしたというエピソードも残っている。カスターは故意にしろなんにしろ、巧みな演出によって白人大衆の心を完全に掴んでいた。

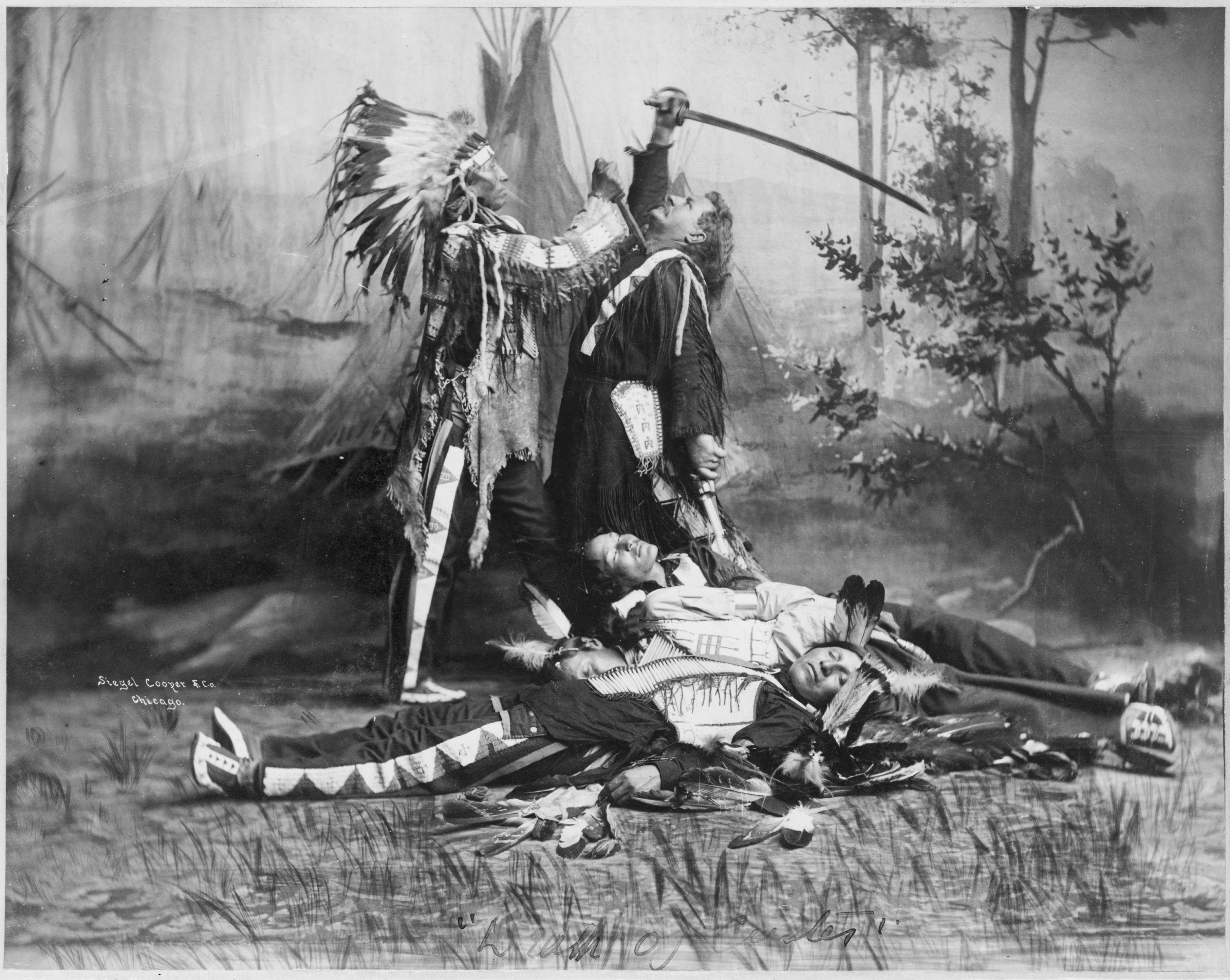
ポーニー・ビル主宰の「野生の西部ショー」で上演された、「シッティング･ブルに殺されるカスター」（1905年）。シッティング・ブルはリトルビッグホーンの戦いに参加していないのにもかかわらず、白人から憎悪の対象とされた。

カスターが再三熱望していた軍人としての名声は、図らずも彼が死んだ後に倍加した。アメリカ白人市民はインディアン戦争に殉死したカスターを英雄視し、彼をイギリス紳士の末裔・軍人の鑑として称賛した。酒造会社の「アンハイザー・ブッシュ」社はカスターの死を弔って酒のラベルに最後の戦闘風景画を用い、全米の酒場はこの瓶を置いた。ちなみに、このラベル画は「カスター最後の抵抗」と題されている。
さらに彼の妻リビー・カスターもまたメディアを通じた宣伝を行い、彼女の手によって刊行された自伝で一層に高められた。リビー・カスターは出版物から映画に至るまで、自身で検閲を行い、カスターの死後57年間、アメリカ白人の「英雄」として彼のイメージを美化し護ることに残り人生を捧げ、歴史家、小説家、および映画脚本作家は、カスターの消し得ない肖像を「国家の良心」に刻み込んだ、というわけである。多くの公人、有名人がカスターを称賛した。セオドア・ルーズベルトの妻もその一人だった。
しかし、こうしたカスターに対する賛美も、1960年代後半からのインディアン系政治運動（レッド・パワー）の高まりに伴い、自国の歴史に対する白人系住民の自己批判が要求されると、彼のインディアン戦争時代の行為に賛否が分けられるようになった。アメリカ史におけるカスターの評価の変動は、その時々のアメリカにおける感情の写し鏡になっており、この事を歴史家エバン・コンネル（en）は以下の様に風刺している。
1970年以降は、カスターは紋切り型の「英雄」としてではなく、「悪いインディアン」と呼ばれてきたスー族などのインディアンのみならず、白人系住民からも「過去の汚点」の象徴の様に扱われるようになった。しかし、そもそも「インディアン戦争」は政府・軍高官の方針に従って国家全体で行われた行為であり、カスターの個人的行動の様に判断するのは中立的ではない。白人系同士の殺し合いに対しては反戦主義を主張したウィリアム・シャーマン将軍も、インディアンに対しては蔑視を露わにして「ならず者のインディアンは、老いも若きも女子供も拘らず、すべて残らず殺すべきだ」と根絶を主張している。基本的にはインディアン戦争を遂行したグラント政権がインディアン弾圧の旗振り役だったのであり、カスターは単に軍人として戦争行為の一翼を担ったに過ぎないとの以下のような意見もある。
人道的問題を別にした場合、軍事的にカスターのインディアン戦争での指揮についての是非が話題の中心となる。グラント大統領はリトルビッグホーンの戦いについて無為な戦力消耗を批判しており、カスターを推薦したシェリダン将軍もこの戦いでの敗北はカスターがインディアンを過度に見縊った為だと述べた。シェリダンはカスターがガトリング砲の設置を行わなかったのを最大の失策としたが、しかし一部の歴史家は川を越えるのにガトリング砲が邪魔な存在になっていた事を指摘している。一つ間違いの無い事実は、「インディアンの圧倒的な数的優位を無視した事が敗北とカスター自身の死に結びついた」という点である。
カスター自身はインディアンに対し、以下のような意見を述べている。この鋭い考察のなかの運命は、結果として彼自身にも降りかかることとなった。

## カスターの渾名（あだな）

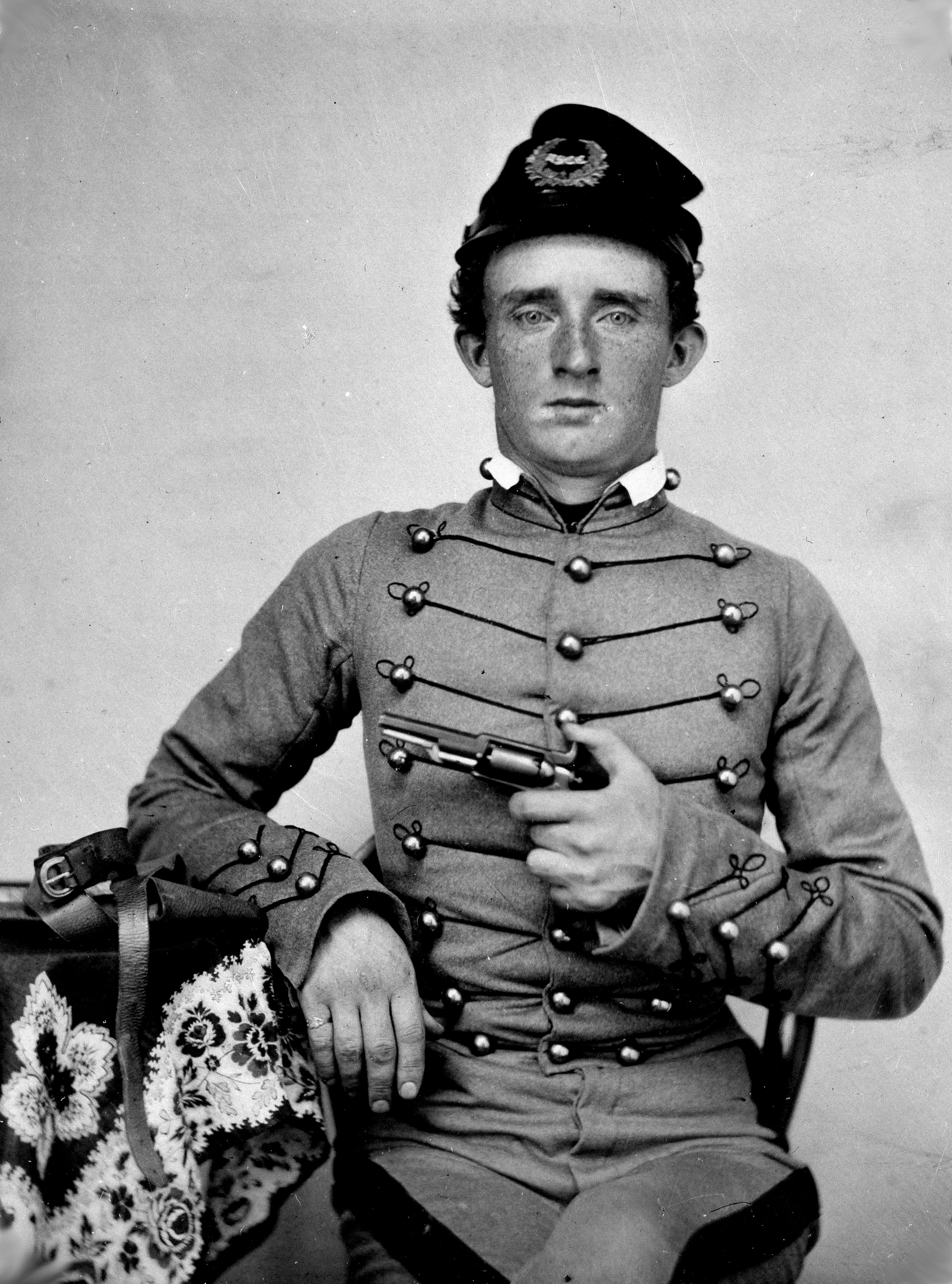
陸軍士官学校時代の“オーティー”・カスター（1859年）

カスターは生涯で様々な渾名をつけられた。「少年将官」「長髪の男 (long hair)」「フロントロイヤルの南部同盟の囚人」、「ヴァージニアの死刑執行人」、「シェナンドア谷の民家と納屋のぶち壊し屋」、「ワシタ川シャイアン族のインディアン殺し」など、枚挙に暇がない。軍隊ではアームストロングを縮めた「オーティー」や、「カーリー」、頭文字のGACから採った「ジャック」が使われた。ミシガン旅団からは「オールド・カーリー」と呼ばれた。
スー族からは、その容貌から「パフスカ（長髪野郎）」と呼ばれ、平原のインディアンたちから「黄色い髪」、「明けの明星の息子 (Son of the Morning Star)」などと呼ばれた。スー族はまた、カスターが戦場でなかなか馬から落ちないことから「固いケツ」とも呼んだ。第7騎兵隊の隊員も、同じ理由で「固いケツ (Hard Ass)」、「鉄のケツ (Iron Butt)」と呼んでいた。

## モニュメント

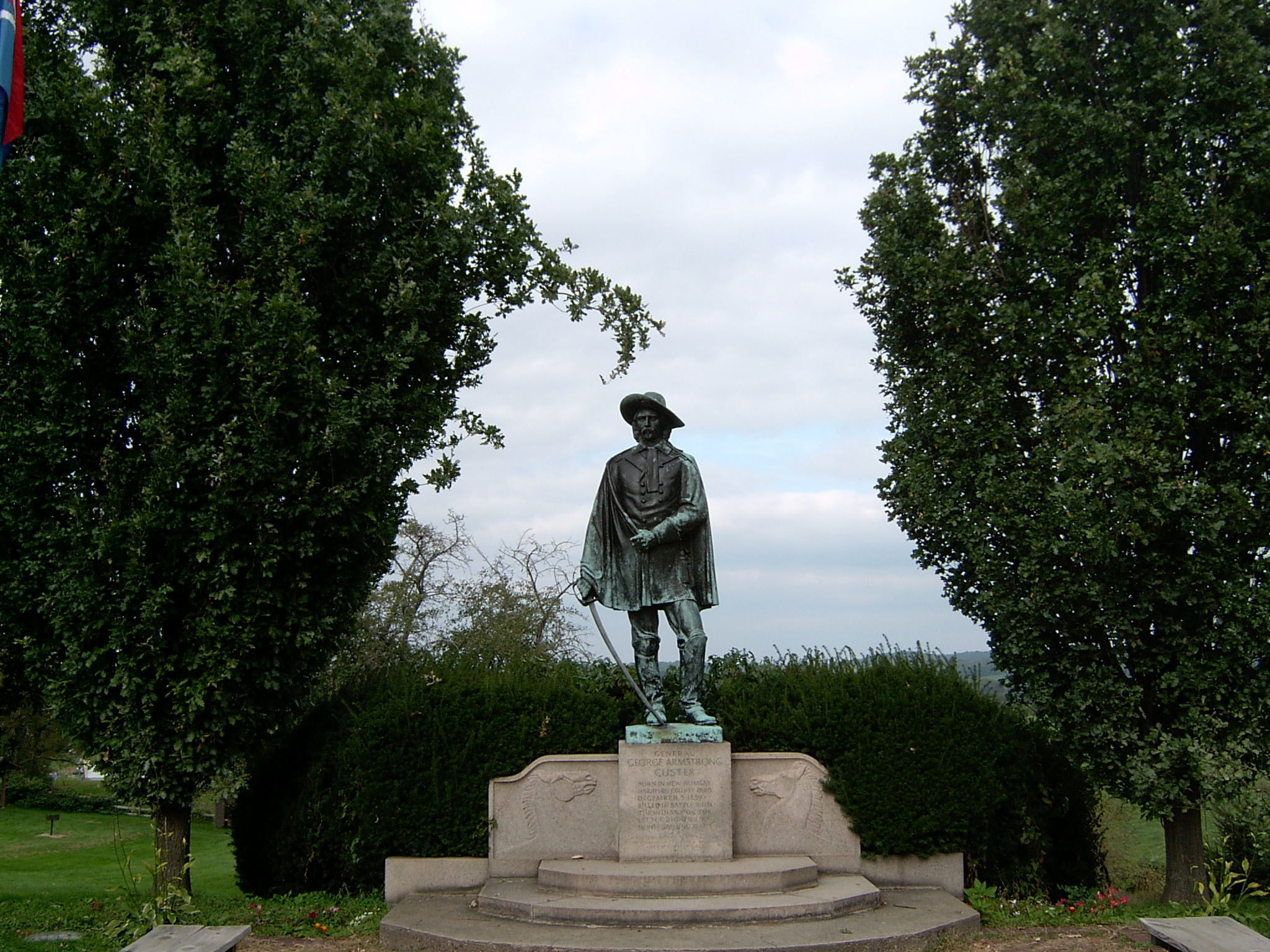
カスター記念像（オハイオ州）

カスターの南北戦争での功績を記念した多くの銅像や町が作られている。
- コロラド州、モンタナ州、ネブラスカ州、オクラホマ州、サウスダコタ州の五州でカスターの名を取った郡（カスター郡）が存在する。
- カスター国立墓地（リトルビッグホーン）
- カスター騎馬像（ミシガン州モンロー）
- 要塞「フォート・カスター」（第一次世界大戦中に陸軍の遠征拠点として建設）
- フォート・カスター記念墓地（1943年9月18日に作られ、第二次世界大戦の死者が埋葬された）
- カスター・ヒル（カンザス州、陸軍の宿泊施設）
- 米第85歩兵師団「カスター」
- カスター記念公園（サウスダコタ州ブラックヒルズ）
- カスター将軍像（ペンシルベニア州、2008年7月2日に新たに建設された）

## 関連作品

### 映画
1970年代に保守的な西部劇映画が衰退するまで、カスターはハリウッド映画の中で、ロマンチックな悲劇の英雄として扱われた。70年代以降はインディアンの扱いと逆転する形で、カスターは批判的に描かれるようになる。
- 『ワイルド・ビル・ヒコック』（Wild Bill Hickok、1923年）
- 『真紅の西部』（The Scarlet West、1925年）
- 『燃える開拓者』（The Flaming Frontier、1926年）
- 『カスターの最後の抵抗』（Custer’s Last Stand、1936年）
- 『平原児』（The Plainsman、1937年）
- 『オレゴン道』（The Oregon Trail、1939年）
- 『カンサス騎兵隊』（Santa Fe Trail、1940年）
- 『ワイオミング』（Wyoming、1940年）
- 『無法地帯』（Badlands of Dakota、1941年）
- 『壮烈第七騎兵隊』（They Died with Their Boots On、1941年） - ラオール・ウォルシュ監督、エロール・フリン主演。史実とは異なり、カスターは土地の利権を巡る闘争の中でインディアンを擁護する。
- 『アパッチ砦』（Fort Apache、1948年） - カスターをモデルとしたサースデイ中佐が登場。演じたのはヘンリー・フォンダ。
- 『インディアン征路』（Warpath、1951年） - 「Warpath」とは、インディアンが出陣する際の「戦道」のこと。
- 『リトル・ビッグホーン』（Little Big Horn、1951年）
- 『午後の喇叭』（Bugles in the Afternoon、1952年）
- 『燃える幌馬車』（The Savage、1952年）
- 『大酋長』（Sitting Bull、1954年）
- 『ララミー砦の決闘』（Chief Crazy Horse、1955年）
- 『第7騎兵隊』（Seventh Cavalry、1956年）
- 『最後の一人まで』（Tonka、1958年）
- 『金、栄光、そしてカスターの鎮魂歌』（Gold, Glory and Custer Requiem、1960年）
- 『栄光の野郎ども』（The Glory Guys、1965年）
- 『カスター将軍の最後』（The Great Sioux Massacre、1965年）
- 『シャイアン砦』（The Plainsman、1966年）
- 『赤いトマホーク』（Red Tomahawk、1966年）
- 『猛将カスター』（The Legend of Custer、1967年）
- 『カスター将軍』（Custer of the West、1968年） - 撮影はスペインで行われた。
- 『小さな巨人』（Little Big Man、1970年） - アーサー・ペン監督、ダスティン・ホフマン主演。カスター中佐役はリチャード・マリガン。「ワシタ川の虐殺」や「リトルビッグホーンの戦い」で狂乱するカスターが描かれる。以降の映画のカスターは軍人のパロディカルな存在となっていく。
- 『白人の女に触るな』（Touche Pas La Femme Blanche、1974年） - フランス映画。カスター役はマルチェロ・マストロヤンニ。西部劇映画のパロディである。
- 『ビッグ・アメリカン』（Buffalo Bill and the Indians, or Sitting Bull's History Lesson、1976年） - 監督は社会派で知られるロバート・アルトマン。
- 『ラストサムライ』（THE LAST SAMURAI、2003年） - かつて、第7騎兵隊としてウォシタ川の戦いに参加したネイサン・オールグレン大尉(トム・クルーズ)は、カスターとリトルビッグホーンの戦いの事を「尊大で無謀」「一大隊(211人)で2000人のインディアンと戦い全滅した」「自分の名声に酔いしれた汚い人殺し　部下はその犠牲者」と勝元(渡辺謙)に語る。
- 『ナイトミュージアム2』（2009年）

### テレビドラマ
- 必殺シリーズのスペシャル版『必殺仕事人意外伝 主水、第七騎兵隊と闘う 大利根ウエスタン月夜』（1985年1月4日放送）では、西部開拓時代のアメリカにタイムスリップした中村主水たち仕事人がカスター率いる第七騎兵隊を倒すという、奇想天外なストーリーが展開される。
- ミステリーゾーン シーズン5第10話『幻の騎兵隊』(THE 7TH IS MADE UP OF PHANTOMS)。

### 小説・漫画
- 『天国（ヴァルハラ）への疾走  カスター将軍最期の日々』（マイケル・ブレイク著、文藝春秋刊）
- 『RED』（村枝賢一の漫画作品。講談社刊）
- 『新デビルマン』（永井豪とダイナミックプロの漫画作品。講談社刊）

### 楽曲
- 「ミスター・カスター（英語版）」（ラリー・ヴァーン（英語版））

カスター率いる第7騎兵隊をモチーフとしたノベルティ・ソング。1960年にBillboard Hot 100で1位を獲得した。

### TVゲーム
- 『カスターズ・リベンジ』（Custer's Revenge）